# Oh Julie
Oh Julie är en sång, skriven och inspelad av Shakin' Stevens, som blev en stor hit i januari 1982. Låten blev även en mindre hit i USA då Barry Manilow spelade in en cover på den. Även Sanford Clark spelade in den.
I Sverige skrev Monica Forsberg en text på svenska, och därefter gjordes under 1982 flera dansbandscovers av bland andra Lasse Stefanz , Matz Bladhs , Sten & Stanley  och Sven-Erics . Även Small Town Singers  spelade in den samma år.
Lasse Stefanz inspelning låg på Svensktoppen i 10 veckor under perioden 4 april-6 juni 1982, och toppade kommande vecka . Lasse Stefanz singelversion nådde även 16:e plats på den svenska singellistan.
2010 tolkade det svenska dansbandet Wahlströms låten på albumet Vårt älskade 80-tal .

## Listplaceringar

### Shakin' Stevens version
| Lista (1982)  | Topplacering |
| ------------- | ------------ |
| Nederländerna | 6            |
| Nya Zeeland   | 5            |
| Norge         | 1            |
| Schweiz       | 1            |
| Sverige       | 1            |
| Österrike     | 1            |

### Lasse Stefanz version
| Lista (1982) | Topplacering |
| ------------ | ------------ |
| Sverige      | 16 .         |

### Fotnoter
1. ↑  Information i Svensk mediedatabas.
2. ↑  Information i Svensk mediedatabas.
3. ↑  Information i Svensk mediedatabas.
4. ↑  Information i Svensk mediedatabas.
5. 1 2  Information i Svensk mediedatabas.
6. ↑  Svensktoppen - 1982
7. ↑  ”Listplacering”. http://dutchcharts.nl/showitem.asp?interpret=Shakin%27+Stevens&titel=Oh+Julie&cat=s. Läst 21 maj 2011.
8. ↑  ”Listplacering”. https://charts.nz/showitem.asp?interpret=Shakin%27+Stevens&titel=Oh+Julie&cat=s. Läst 21 maj 2011.
9. ↑  ”Listplacering”. http://norwegiancharts.com/showitem.asp?interpret=Shakin%27+Stevens&titel=Oh+Julie&cat=s. Läst 21 maj 2011.
10. ↑  ”Listplacering”. http://hitparade.ch/showitem.asp?interpret=Shakin%27+Stevens&titel=Oh+Julie&cat=s. Läst 21 maj 2011.
11. ↑  ”Listplacering”. http://swedishcharts.com/showitem.asp?interpret=Shakin%27+Stevens&titel=Oh+Julie&cat=s. Läst 21 maj 2011.
12. ↑  ”Listplacering”. http://austriancharts.at/showitem.asp?interpret=Shakin%27+Stevens&titel=Oh+Julie&cat=s. Läst 21 maj 2011.
13. ↑  Placering på den svenska singellistan